# Preludio op. 28 n. 20 (Chopin)
Il Preludio in Do minore op. 28 n. 20 fa parte della raccolta di 24 preludi scritti da Fryderyk Chopin fra il 1831 e il 1839.

## Storia
Non vi è una datazione certa per ogni singolo preludio; scritti in anni precedenti, vennero terminati quasi certamente tutti durante il soggiorno di Chopin a Maiorca fra l'ottobre del 1838 e l'inizio del 1839.
Chopin scrisse il Preludio in Do minore originariamente in due sezioni di quattro misure; in seguito il musicista ha aggiunto una ripetizione delle ultime quattro battute, da eseguire in maniera più morbida, su suggerimento di Camille Pleyel; infatti, sulla pagina autografa della composizione, dopo la seconda parte, vi è un rimando a un appunto in fondo alla partitura in cui l'autore scrisse: "piccola concessione al Signor Pleyel che spesso ha ragione" Fu, in effetti, una soluzione indovinata, in quanto la ripetizione intensa e dolorosa della seconda sezione di battute amplia notevolmente l'intensità del brano.
Un anno dopo i funerali del compositore, il 30 ottobre 1850, in occasione di una Messa in suo suffragio nella Chiesa della Madeleine, il celebre violoncellista Auguste Franchomme, che era stato amico di Chopin, eseguì questo preludio insieme ad altre composizioni.

## Analisi
Il Preludio in Do minore  è ritenuto uno dei brani più famosi fra le composizioni di Chopin; è anche una delle sue pagine più brevi, consta infatti di sole tredici battute. Per le sue caratteristiche estremamente intime e accorate alcuni critici lo ritennero uno schizzo di Marcia funebre pur non avendone né la struttura né l'aspetto. Le prime quattro battute esprimono una melodia che ha l'aspetto di interrogazione con molta semplicità, ma anche con austerità e hanno un'indicazione di fortissimo; la frase di risposta è più melodiosa e contenuta, anch'essa espressa in tempo lento. L'idea di Pleyel di ripetere le battute si rivelò molto efficace anche perché, oltre  all'intensità dolorosa della seconda frase accentuata espressivamente con la riproposizione, aggiungendovi un pianissimo ne viene rafforzato il carattere profondamente mesto. Il preludio è anche conosciuto come il preludio degli accordi perché si compone di una lenta progressione di accordi; può essere considerato come "una di quelle rare gemme che riescono a condensare in un pugno di misure tutto il dolore e la mestizia dell'umanità".
Chopin, che aveva studiato e amato molto Bach, pensò di scrivere questo preludio come un corale d'organo; le tre indicazioni espressive dell'autore vogliono essere infatti un riferimento ai differenti registri di questo strumento di cui vuole dare l'impressione.

### Controversia sulla 3ª misura
Molte trascrizioni del Preludio in Do minore, in corrispondenza dell'ultimo Mi della 3ª misura, non presentano un bemolle che riporti la nota allo stato alterato originale dopo il bequadro precedente; questo fa sì che anche l'ultimo Mi della misura vada suonato come Mi {\displaystyle \natural } , portando a un accordo di Do maggiore. Tuttavia, in molte esecuzioni (tra cui quelle di Pogorelić, Argerich, Kisin e altri) tale Mi viene bemollizzato, in contrasto alla partitura, suonando quindi un accordo di Do minore. Tra gli esecutori che, invece, hanno interpretato il Preludo con il Mi {\displaystyle \natural } possiamo citare Rubinstein e Pollini.
La controversia nel tempo è stata alimentata dal fatto che, secondo il musicologo Éduard Ganche, curatore della trascrizione di Oxford della partitura, Chopin avrebbe aggiunto a matita un ♭ prima dell'ultimo Mi della 3ª misura in una delle copie stampate di Jane Stirling (allieva e amica di Chopin). Altre occorrenze di un Mi♭ nella 3ª misura si hanno nelle copie manoscritte di Cheremetieff e George Sand.

## Rivisitazioni
La forza espressiva di questo preludio ha dato lo spunto ad altri musicisti per creare loro composizioni basate su di esso. Nel 1884 Ferruccio Busoni ha composto le Variazioni da un preludio di Chopin  chiudendole con una fuga. Vent'anni dopo Sergej Rachmaninov ne seguì l'esempio con le 22 Variazioni su un tema di Chopin op. 22 per pianoforte. Anche nella musica leggera la particolare struttura armonica del preludio è stata spesso utilizzata come base, ad esempio nella canzone Ti penso e cambia il mondo interpretata da Adriano Celentano; altro esempio di utilizzo del brano  è quello fatto dal cantante Barry Manilow nella sua Could It Be Magic, interpretato anche da Donna Summer.